# Attentat du 3 décembre 1996 à la gare de Port-Royal du RER B
L'attentat du RER B à Port-Royal s’est déroulé le 3 décembre 1996 à Paris.

## Contexte
Cet attentat survient après ceux de 1995, également à Paris, qui avaient fait huit morts et cent cinquante et un blessés. Par deux fois, pour les deux attentats les plus sanglants, les 25 juillet et 17 octobre 1995, une bonbonne de gaz a explosé dans une rame du RER.
Le 19 novembre 1996, une note de la direction générale de la Sécurité extérieure (DGSE) adressée au secrétaire général de l’Élysée, Dominique de Villepin, et au directeur du cabinet du Premier ministre, Maurice Gourdault-Montagne conclut que « tous les indices recueillis sur le terrain laissent à penser que le débat qui ne peut s'exprimer à l'intérieur se transportera rapidement à l'extérieur en prenant à témoin, voire en otage, les communautés émigrées et les sociétés européennes, dont on peut attendre une caisse de résonance qui n'existe plus en Algérie ».

## Déroulement des faits
Le 3 décembre 1996 à 18 h 2, une bonbonne de gaz remplie d’explosif éclate dans une rame MI79 de la ligne B du RER en direction de Saint-Rémy-lès-Chevreuse, à la gare de Port-Royal dans le 5e arrondissement de Paris. Deux personnes meurent le jour même. Le bilan sera de quatre morts et 91 blessés.
L’explosion a été provoquée par une bonbonne de gaz, cachée dans un sac bleu, et déposée au départ du RER, à la gare de l'aéroport Charles-de-Gaulle 2 TGV. Elle contenait, en outre, de la poudre noire et du soufre, tandis que des clous avaient été ajoutés pour renforcer son effet meurtrier. Un minuteur d’un modèle courant, en vente dans le commerce et à usage ménager, faisait office de retardateur. Ces mêmes ingrédients ayant servi à la fabrication de plusieurs des engins explosifs lors de la campagne d’attentats de 1995, ces constatations ont permis de supposer l’origine islamiste de cet attentat,,. Peu de temps après, une lettre du Groupe islamique armé (GIA) à Jacques Chirac, sans revendiquer explicitement l’attentat, réclame notamment la libération d’Abdelhak Layada, l’un des chefs du GIA, emprisonné à Alger et condamné à mort. Le GIA, indique Antar Zouari, émir du GIA, « est dans la voie des tueries et des massacres. Nous faisons ce que nous disons. Les événements de ces derniers jours le prouvent ».
Trois des quatre juges antiterroristes sont chargés de l’instruction : Jean-Louis Bruguière, Laurence Le Vert et Jean-François Ricard,.
Mis en place le 8 septembre 1995 à la suite de l’attentat à la voiture piégée devant une école juive de Villeurbanne, allégé en janvier 1996, le plan Vigipirate est réactivé après cet attentat.
L’attentat n’a pas été revendiqué, et les auteurs n’ont pas été identifiés.